# École d'Avignon
L’École d'Avignon, Centre de Ressources pour la réhabilitation du patrimoine architectural, est une association loi de 1901, installée depuis juin 1983 dans l'hôtel du Roi René. Sa création, à l'initiative du Ministère de la Culture et des représentants des métiers, remonte au mois d'octobre 1983. Elle a permis de réutiliser l'hôtel du Roi René et de programmer sa restauration complète. L'édifice s'étant maintes fois renouvelé sur lui-même au cours de six siècles, les partis de restauration pouvaient être multiples, chaque époque ayant imprimé une trace encore lisible aujourd'hui. Palais des cardinaux au temps des papes, maison royale, couvent des Ursulines au XVIIe siècle, puis asile, atelier, entrepôt, aujourd'hui son rôle d'école bénéficie de ce passé stratifié ; l'édifice conserve les dispositions et les décors témoins de ces usages, styles et époques : une richesse qui confirme à ce lieu sa vocation à la réflexion et à la diffusion d'une culture vivante du bâti.
La destination particulière des bâtiments-école, et en conséquence lieu d'analyse, lieu de réflexion, a guidé l'intervention en cherchant à présenter la mémoire bâtie de l'édifice, avec ses différents styles, époques, usages. Cette conception de continuum, de lecture en accumulation a une valeur pédagogique puisqu'elle identifie les éléments constitutifs et successifs du monument.
L’édifice conserve les dispositions et les décors témoins de ces usages, styles et époques : une richesse qui confirme à ce lieu sa vocation à la réflexion et à la diffusion d'une culture vivante du bâti.
L’intervention sur le patrimoine, à travers l’urbanisme, l’architecture, la construction, définit trois familles de publics concernés :
- les décideurs territoriaux et les opérateurs dont le champ est le paysage et l’espace construits
- les architectes et les concepteurs, qui interviennent sur l’édifice et le bâti ;
- les métiers et les entreprises qui réalisent l’ouvrage.

Les formations dispensées par l’École d’Avignon intègrent toute par définition, une démarche de développement durable dans les interventions en bâti Ancien.
Elles développent, la notion de développement durable et ses implications techniques, économiques et juridiques dans le domaine de la réhabilitation.
Elles confrontent les principes du développement durable aux interventions sur le patrimoine bâti, en répertoriant les atouts et les contraintes de ces édifices, en proposant des méthodes et outils permettant d’intégrer au mieux les nouvelles exigences.
Les contenus de formation s’inscrivent dans  une méthodologie d’enseignement  axée sur :
1. La transmission d’une méthodologie d’observation des savoirs faire locaux  (matériaux, enduits, décor).
2. La  transmission  des connaissances  théoriques, culturelles et historiques du bâti, de l’évolution des styles et des décors.
3. La transmission dans la mise en œuvre des techniques traditionnelles et  l’utilisation des matériaux dans le cadre de l’entretien du bâti et des pathologies associées.

Avec une moyenne de 60 stages par an, l’École d’Avignon agit en formation de perfectionnement  (stages courts, par sessions de 2 à 5 jours), en mobilité sur le territoire national et européen.
Ces formations de perfectionnement visent à adapter les professionnels aux spécificités du marché de la réhabilitation (matériaux, techniques, entretien/réparation) et à modifier leurs réflexes acquis à l’occasion de la pratique de la construction neuve. Elles sont généralement montées à la demande d’organisations professionnelles, consulaires ou par les opérateurs urbains.
Elles comprennent des :
Formations théoriques dans le cadre d’opération de prescription ou de sensibilisation pour la rédaction de cahiers des charges.
Formations pratiques dans le cadre d’opérations de suivi de chantier ou d’interventions en réhabilitation. 

## Un centre ressource pour le patrimoine

### Une école, pourquoi?
Parce qu’à l’origine de l’École d’Avignon, il fallait organiser les contacts entre trois pôles : Les hommes, ceux qui conçoivent, ceux qui réalisent, parce qu’ils sont l’épicentre des arts de bâtir ; le milieu ancien, où se concentrent architectures et ensembles bâtis de tous les types, protégés ou non, dans un concept élargi du patrimoine ; la formation, outil privilégié pour opérer le renouvellement des savoir-faire.
Parce que réhabiliter le patrimoine bâti, c’est aussi renouer avec une culture en lui conservant ses signes et en mettant en valeur ce qui la qualifie par des formes, des matériaux et des techniques.
Parce que le projet oblige à une bonne compréhension des supports : Réparer, renforcer, remplacer ou restaurer sont des degrés d’intervention que l’on déterminera en s’adaptant à l’architecture d’un édifice, à son usage, à son état, et au budget mobilisable.
Parce qu’ enfin d’autres axes d’orientation se sont révélés importants : La recherche appliquée, parce qu’elle authentifie une connaissance propre à un marché en progression, parce qu’elle régénère le message d’une formation continue en évolution constante ; Les missions d’expertise et d’enseignement et des systèmes d’échanges multilatéraux avec nos voisins européens et nos homologues dans le reste du monde, confrontés aux mêmes problèmes ; La consultation auprès des services de l'État, des Organisations non gouvernementales (ONG), des collectivités territoriales… pour produire par exemple des outils techniques de gestion pour les campagnes de réhabilitation ; L’assistance technique, auprès de l’entreprise, pour l’aider depuis son offre jusqu’au chantier lui-même.

### Une école, pour qui?
L’intervention sur le patrimoine, à travers l’urbanisme, l’architecture, la construction, définit trois familles de publics concernés : les décideurs territoriaux et les opérateurs dont le champ est le paysage et l’espace construits ; les architectes et les concepteurs, qui interviennent sur l’édifice et le bâti ; les métiers et les entreprises qui réalisent l’ouvrage. Cette dernière famille est la plus importante, elle représente les deux tiers du public de l’École d’Avignon.
En effet, les métiers sont le cœur de l’acte de réhabilitation. Un corps de praticiens qui maintient les compétences des arts de bâtir traditionnels est indispensable pour satisfaire une demande de qualité, implicite en réhabilitation. Chacun des acteurs de ce marché, professionnel en exercice, trouvera à l’École une réponse appropriée à son attente. Certains stages mixent les différents publics.

### Les enseignants
Une catégorie des formateurs du Centre de formation à la réhabilitation du patrimoine ancien est constituée par les intervenants dans les cours. Qu’ils soient universitaire, expert, Architecte en chef des monuments historiques (ACMH), ou Architecte des bâtiments de France (ABF), Ingénieur des services culturels et du patrimoine... ou opérateur, ce sont des spécialistes qui font autorité par leurs qualifications, leurs publications et leur expérience. Une autre catégorie réunit tous les formateurs chargés des ateliers et chantiers école. Tous praticiens des métiers, ils ont capitalisé, par le temps et par la mobilité de leur expérience, une grande compétence et une adaptabilité à chaque nouveau cas ou nouveau site.

### Programme de formation
Pour des professionnels actifs, le Centre de formation à la réhabilitation du patrimoine ancien organise en formation continue des stages de forme, de nature, de durée et de niveaux différents. Le lien entre ceux-ci est un objectif double ; il s’agit d’une part de permettre aux artisans et entrepreneurs du bâtiment de réacquérir des techniques « oubliées » qui se transmettaient auparavant de génération en génération et, d’autre part, de retrouver les modes opératoires, ainsi que leurs origines historiques, qui permettent de restaurer et préserver un patrimoine architectural qui donne son identité à une région.
Ce programme a consacré un poste à chaque type de stage. On trouve quarante-et-un types différents. Certains seront réalisés plusieurs fois dans l’année : il s’agit particulièrement de ceux qui traitent des façades et de la peinture décorative. En outre, chaque année, d’autres stages sont organisés « à la carte », à la demande soit de stagiaires, soit d’organismes publics ou privés. Cette gamme couvre des besoins qui varient avec le profil des participants en proposant des formules : 
- courtes, mobiles, ateliers techniques, chantiers-école ;
- longues, par modules cumulables, des échanges européens.

## Stages de perfectionnement maître d’œuvre, maître d’ouvrage
Le projet de ravalement en centre ancien. 
Le développement du secteur patrimoine trouve une expression prioritaire dans les campagnes de ravalement de façades. Cette discipline qui mobilise élus, opérateurs, maîtres d’œuvre et entreprises se spécialise toujours davantage dans ses différentes dimensions : le projet urbain, la gestion de la campagne, le projet individuel, les techniques. Dans chacun de ces domaines, l’architecture a sa place d’organisateur et de prescripteur. L’objectif de ce stage est que les maîtres d’œuvre soient dépositaires d’une « culture de la façade ».
Les techniques de ravalement en centre ancien ; chantier, choix du liant, dosages. Atelier d’échantillonnage : pratique des enduits, enduits fins, enduits peints ; techniques d’application, de finition, de patine.
Techniques de réhabilitation du bâti traditionnel. 
Ce projet d’intervention sur bâti ancien dégradé vise autant à supprimer les désordres de structures et de confort Humidité (construction) qu’à respecter les principes constructifs et l’écriture architecturale. Le rapport entre la dégradation et la conservation se double de nouvelles contraintes d’usage. Ce stage a pour objectif de tracer les voies de la pérennité des arts de bâtir traditionnels constitutifs du patrimoine architectural. Connaissance du bâti, mode de construction, comportement, vieillissement : les murs porteurs, refends, murs de façade ; les appuis, les percements, les fondations ; les planchers, les types, les portées, les appuis ; charpente et couverture (construction). Pannes, empilages, systèmes triangulés, sous-toitures et matériaux de couverture. Diagnostic bâtiment, évaluation des désordres : relevés de l’espace, des matériaux, de la pathologie ; schéma statique et descente de charge. Cause des désordres, techniques réparatrices et de confortement  : Fissure (matériau) et déformations, compréhension des causes ; intervention sur les murs (coutures, consolidation des parements, ancrages des planchers, rééquilibrages des descentes de charge) ; interventions sur les planchers (par renforcement des poutres, par dalle de répartition, par ancrages dans les murs périphériques) ; charpente et couverture (solutions d’allègement). L’humidité : les types d’humidité et leurs sources ; techniques d’arrêt des remontées capillaires. Techniques d’évaporation.
Gestion du patrimoine. L’objectif de ce stage est d’examiner comment utiliser les différents documents d’urbanisme (plan d’occupation des sols, plan local d’urbanisme…) comme support à une politique du patrimoine.
Politiques et actions locales patrimoine. Ce séminaire (à Avignon) est proposé selon le cas aux élus et aux employés communaux.
Stages institut du patrimoine. Les stages de l’Institut du patrimoine confiés à l’École d’Avignon sont destinés à différents publics : Personnels techniques des bâtiments de France : Architecte des bâtiments de France (ABF), Technicien des services culturels et des bâtiments de France (TSC), ravalement de façade, etc. et ressortissants des Conservations régionales des monuments historiques (CRMH). Le personnel des Services territoriaux de l'architecture et du patrimoine (STAP) et CRMH est régulièrement confronté à la prescription d’ouvrages dans le bâti ancien.
Stages internationaux. L’activité internationale de l’École se développe dans l’espace européen. Elle s’implante soit au travers des relations directes avec nos homologues, soit par le réseau des métiers du patrimoine culturel animé par le Conseil de l’Europe, soit par les missions assurées pour le Ministère de la Culture (France).
Activités de consultant. Environ un tiers de l’activité de l’École d’Avignon est réalisé dans le secteur de la consultation technique auprès des collectivités territoriales, des entreprises et des architectes. Sous ce terme de consultant, le centre entend une série de prestations assurées couramment, qui peuvent concerner les domaines d’activité suivants :
- Audits auprès des communes. Diagnostic du patrimoine ; Inventaires, sensibilisation, présentation ; Programmation et qualification des campagnes d’intervention ; Assistance aux études urbaines de protection du patrimoine (POS, PLU, ZPPAUP, Aire de mise en valeur de l'architecture et du patrimoine)...
- Aide au projet. Cahier des charges ; Projets de décor ; Assistance à l’opérateur, mise au point de méthode.
- Études techniques. Formulation des techniques de ravalement de façade (dans chaque site, sélection des édifices de référence, prélèvement des échantillons anciens, études des compositions et mise en œuvre, formulation des équivalents, cahier technique et mallette transportable). Ces outils visent à prescrire des enduits et enduits peints en référence avec la tradition du site ; ils servent aussi de support à la formation des professionnels. Réparation, améliorations, remplacement des portes et fenêtres. Revêtements de sols extérieurs, pavés, calades, dalles (matériaux, calepinage, mode de pose).

Perspectives. L’École d’Avignon participe depuis 1983 à la réappropriation des savoir-faire traditionnels et à leur diffusion auprès des acteurs du patrimoine. Le rôle d’observateur, dans un secteur où la notion de patrimoine ne cesse de s’étendre, montre la volonté actuelle d’intervention tournée vers davantage de conservation et d’entretien, au contraire de remplacement et de réfection. L’offre actuelle dans le corps professionnel est organisée avec d’un côté des restaurateurs hyper qualifiés, isolés et bien adaptés à des interventions sur de petits ouvrages exceptionnels, et de l’autre côté des entreprises du bâtiment spécialisées formées à l’emploi de matériaux et de techniques traditionnelles, rompues à refaire « à l’ancienne » mais non pas à conserver.
La sensibilité et la demande ont évolué vers le maintien d’un maximum d’ancienneté, transférant vers les acteurs du bâtiment une volonté de restauration. Comment répondre à cette extension d’échelle ? Comment adapter la technicité du restaurateur à de grandes surfaces et de moindres coûts ? Comment démultiplier des savoir-faire qui restent encore aujourd'hui confidentiels dans le grand marché de la réhabilitation ? Les perspectives et l’ambition de l’École d’Avignon sont de construire une réponse à ces questions dans le champ du profil professionnel et de l’ingénierie technique et pédagogique.